# 洪湖乡
洪湖乡，是中华人民共和国江西省鹰潭市余江区下辖的一个乡镇级行政单位。

## 行政区划
洪湖乡下辖以下地区：
天马社区、板桥村、路底村、新湖村、水北村、塘桥村、苏家村、官坊村、东阳村和洪湖农林场生活区。